# Bruno Arpaia
Bruno Arpaia est un écrivain et journaliste italien né à Ottaviano le 31 août 1957.

## Biographie
Bruno Arpaia est diplômé en sciences politiques de l'université de Naples. Il est spécialisé en histoire de l'Amérique.
Il se lance dans une carrière de journaliste au Il Mattino de Naples, avant d'émigrer à Milan en 1989, où il travaille pour le journal La Repubblica.
L'année suivante, il publie son premier roman, I forestieri, prix Bagutta - première œuvre en 1991. Il ajoute à son activité de journaliste, une activité littéraire, en publiant en 1994 Il futuro in punta di piedi. Il abandonne son poste à la rédaction de La Repubblica en 1998, pour se consacrer à l'écriture. Il reste journaliste en tant que pigiste.
En 1997, il publie Tempo perso (Du temps perdu) qui se passe lors de la révolution asturienne de 1934. Dans ce roman apparait pour la première fois la figure du jeune révolutionnaire Laureano, dont l'histoire s'entremêlera avec celle du philosophe Walter Benjamin dans son livre suivant L'Angelo della storia. 
C'est l'histoire d'un destin railleur, celui de Walter Benjamin, fuyant l'Allemagne nazie, avec en arrière-plan le sort d'un continent se précipitant vers la Seconde Guerre mondiale. La relation complexe entre destins individuel et collectif est un des thèmes chers à l'écrivain, comme la réflexion constante sur le temps.
En 2003, il publie Raccontare, Resistere - Conversazione con Bruno Arpaia, long entretien avec l'écrivain chilien Luis Sepulveda, où les deux auteurs dissertent d'un certain nombre de questions qui les unissent : la littérature, la passion politique, l'engagement pour l'environnement, le journalisme.
En 2006 vient Il passato davanti a noi, une évocation des années soixante-dix, de la maturation politique d'une génération, entre la lutte des travailleurs et les grandes batailles pour les droits civiques, jusqu'à la période du terrorisme italien et de la répression. Le livre remporte le Prix Napoli. En 2007, il sort le pamphlet Per una sinistra reazionaria.
En 2011, il publie le roman L'energia del vuoto, avec lequel il plonge dans le monde de la physique des particules, racontant l'aventure de la science sous la forme d'un thriller politique.
Connaisseur des littératures espagnole et latino-américaine, Bruno Arpaia complète ses activités de romancier et d'essayiste avec celle de traducteur. Il est également conseiller éditorial et collaborateur des pages culturelles du quotidien Il Sole 24 Ore. Il traduit et édite pour la maison Mondadori les romans de Carlos Ruiz Zafón.

## Œuvres en français
- Dernière frontière, [« L'angelo della storia »], trad. de Fanchita Gonzalez Batlle, Paris, Éditions Liana Levi, 2001, 312 p.  (ISBN 2-86746-285-1)
- Du temps perdu, [« Tempo perso »], trad. de Fanchita Gonzalez Batlle, Paris, Éditions Liana Levi, 2003, 215 p.  (ISBN 2-86746-318-1)
- Avant la bataille, [« Tempo perso »], trad. de Fanchita Gonzalez Batlle, Paris, Éditions Liana Levi, 2015, 160 p.  (ISBN 978-2-86746-755-4)[1]